# Karl Madsen

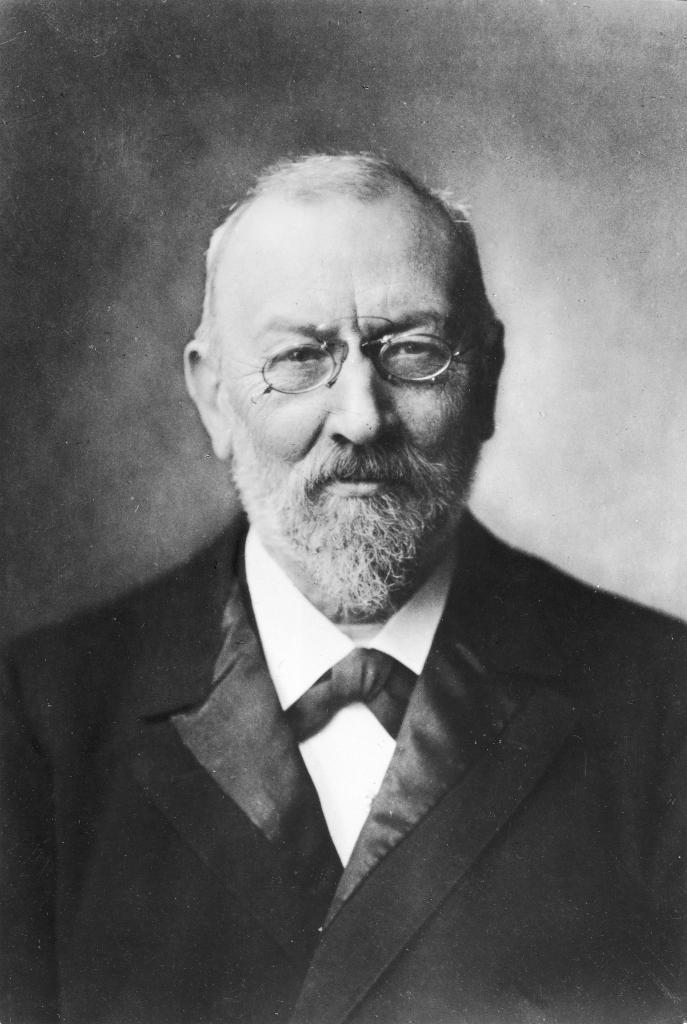
Karl Madsen

Carl Johan Wilhelm ('Karl') Madsen, (Kopenhagen, 22 maart 1855 – aldaar, 16 april 1938) was een Deens kunstschilder en kunstcriticus. Hij behoorde tot de Skagenschilders van het eerste uur.

## Leven en werk
Madsen studeerde aan de Koninklijke Deense Kunstacademie. Hij werd sterk beïnvloed door Georg Brandes en Holger Drachmann, die vernieuwingen bepleitten in de Deense kunst en cultuur. In 1874 haalde zijn studievriend Michael Ancher hem over naar Skagen te komen, waar hij met andere kunstenaars de Skagenschilders-kolonie zou vormen. Hij gaf schilderles aan Anna Ancher. Hij maakte enkele reizen naar Frankrijk, waar hij onder invloed kwam van de School van Barbizon en Édouard Manet.
Madsen wordt beschouwd als een verdienstelijk kunstschilder, meer naturalistisch dan impressionistisch, maar miste de virtuositeit die veel van de andere Skagenschilders aan de dag legden. Hij voelde dat als geen ander aan. Vanaf 1895 begon hij steeds minder te schilderen en legde zich toe op de kunstkritiek. Ook schreef hij diverse boeken over kunsthistorie. Van 1911 tot 1925 was hij museumdirecteur bij de Koninklijke Deense Kunstacademie. In 1928 werd hij directeur van het Skagens Museum.
Madsen overleed in 1938, 83 jaar oud te Kopenhagen. Werk van hem is te zien in onder andere het Skagens Museum.

## Galerij

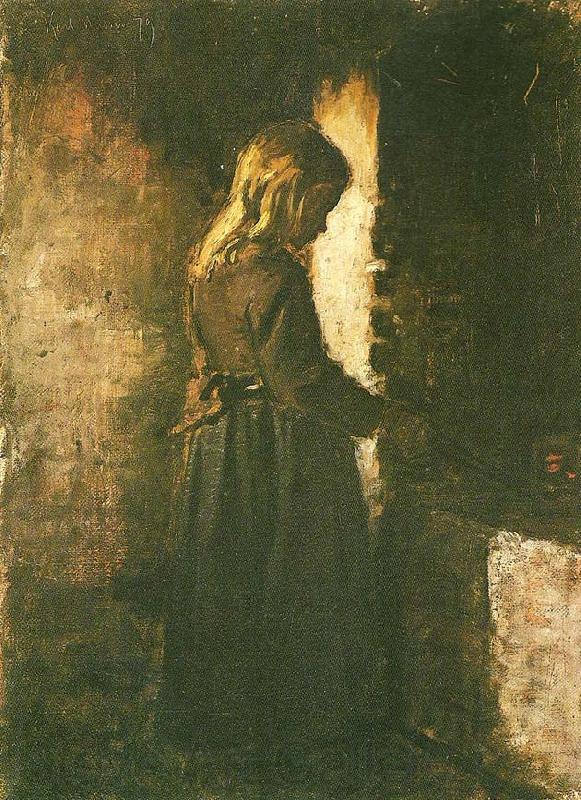
Meisje bij de open haard
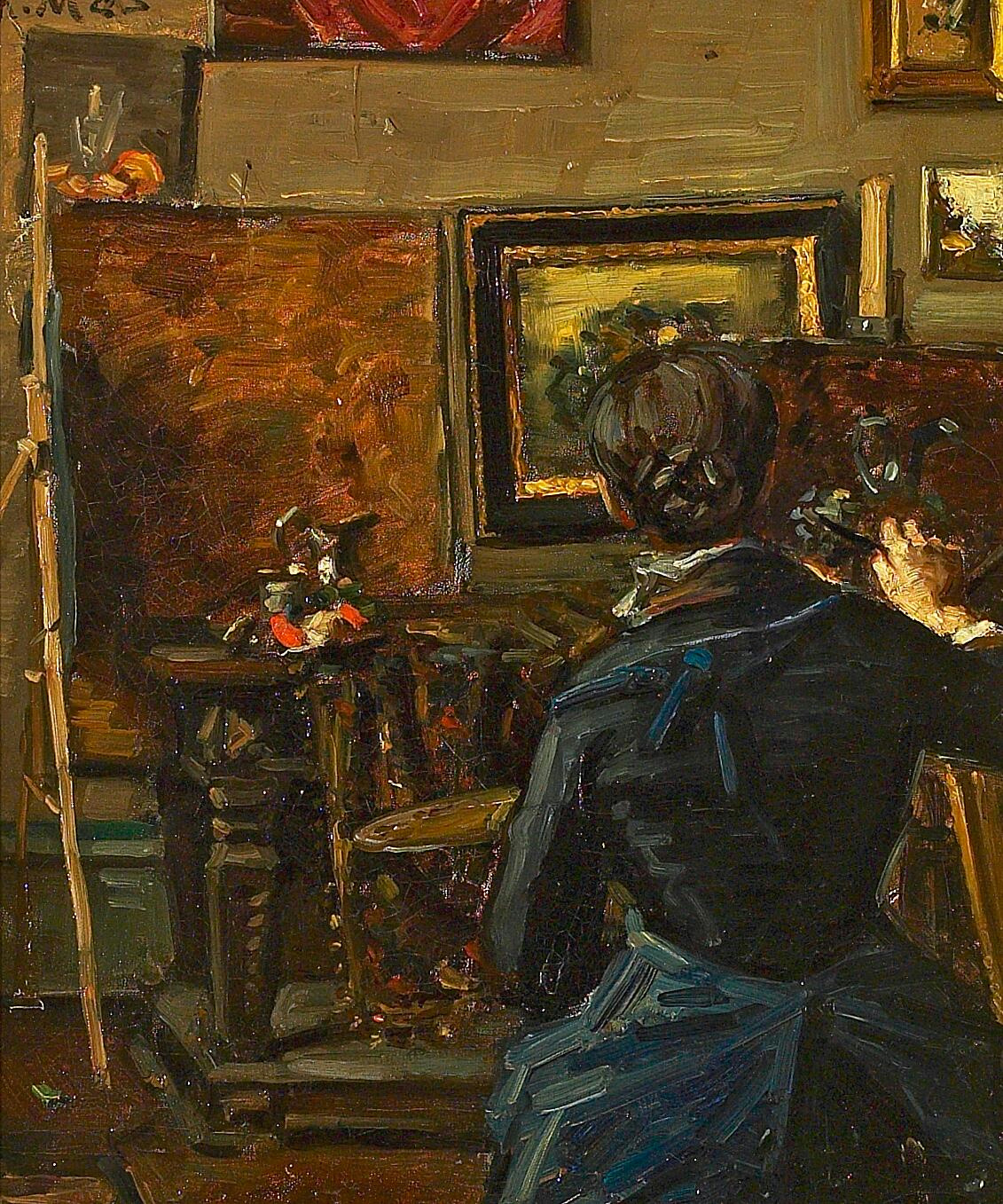
Anna Ancher aan de ezel
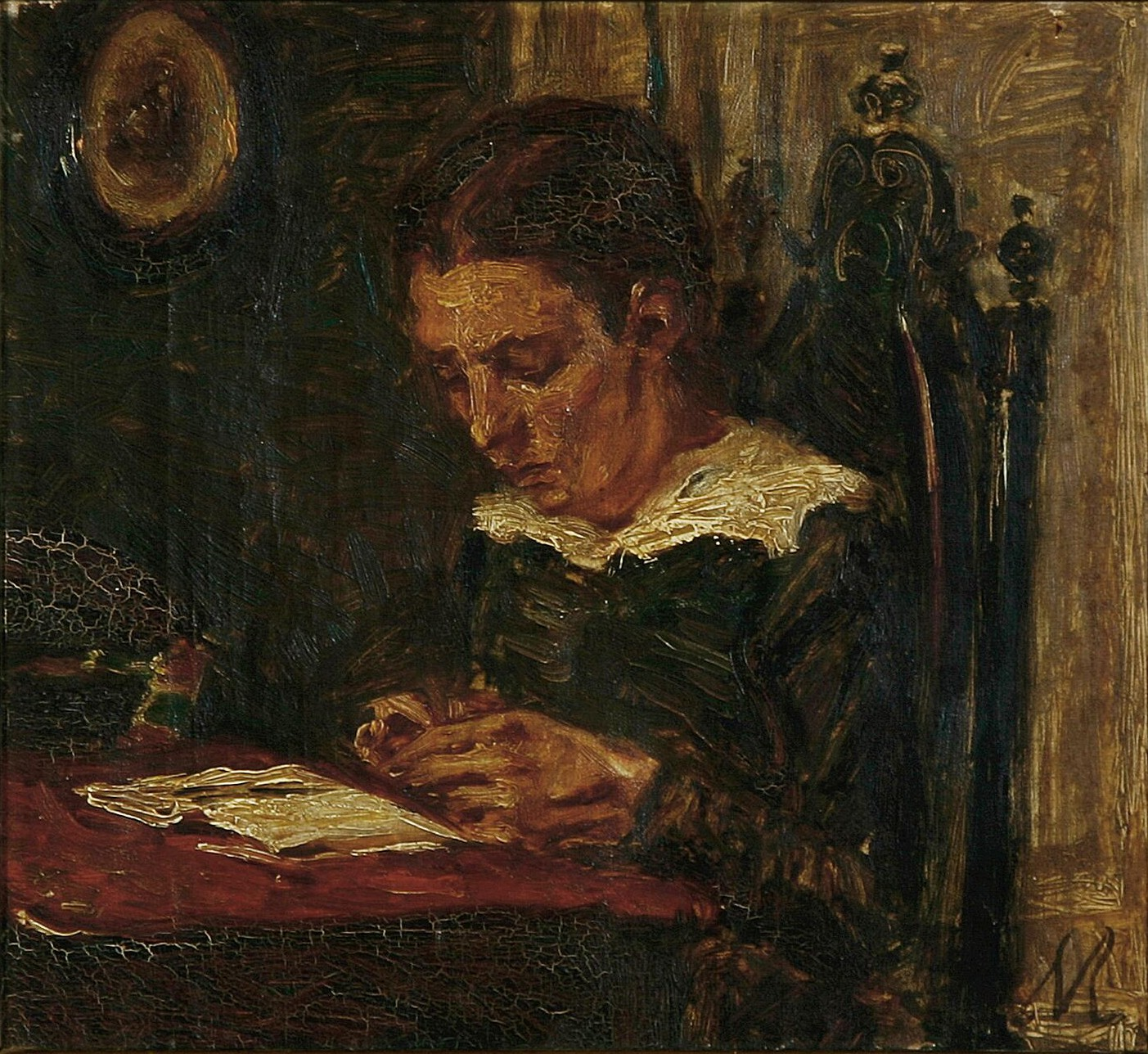
Hulda Brøndum, Anna Anchers zus
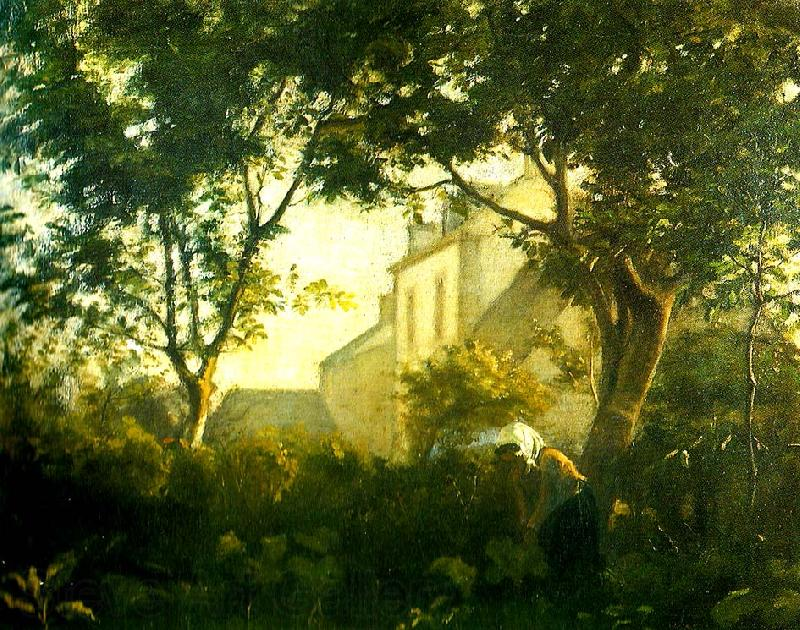
Saint-Briac, Bretagne
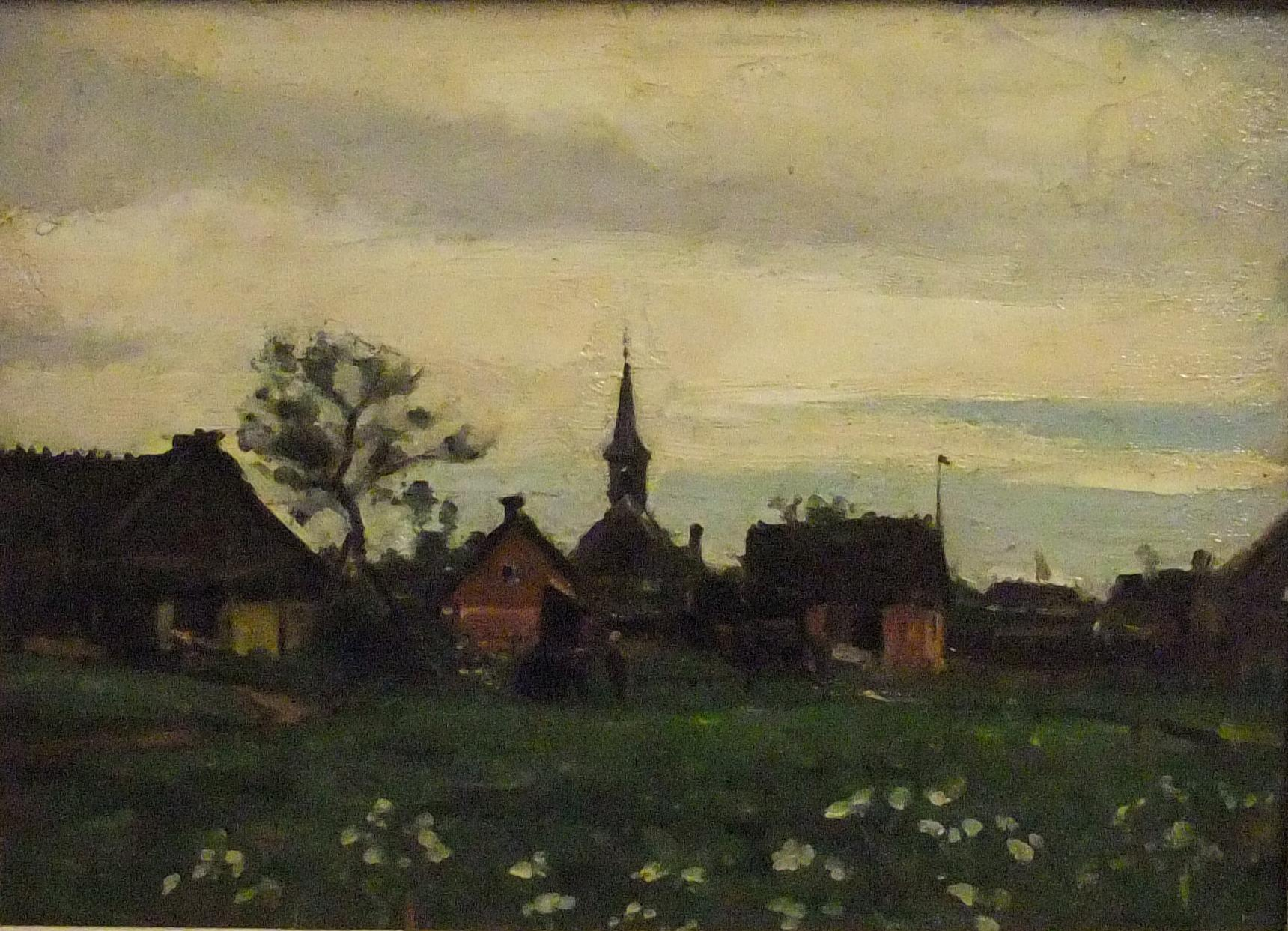
Hornbæk met kerk, Skagen